# دين كامبل (لاعب كرة قدم)
دين كامبل (بالإنجليزية: Dean Campbell) هو لاعب كرة قدم بريطاني، ولد في 19 مارس 2001 في أبردين في المملكة المتحدة. لعب مع Lewis United F.C. ‏.

## وصلات خارجية
- دين كامبل على موقع الاتحاد الإسكتلندي (الإنجليزية)
- دين كامبل على موقع قاعدة بيانات كرة القدم.إي يو (الإنجليزية)
- دين كامبل على موقع Soccerbase.com (لاعب) (الإنجليزية)
- دين كامبل على موقع Soccerway.com (الإنجليزية)
- دين كامبل على موقع عالم كرة القدم.نت (الإنجليزية)